# ティブローネス・デ・アグアディージャ
ティブローネス・デ・アグアディージャ（スペイン語: Tiburones de Aguadilla）は、2016年から加入したプエルトリコのリーガ・デ・ベイスボル・プロフェシオナル・ロベルト・クレメンテのプロ野球チーム。本拠地は、アグアディージャ。
ユリエスキ・グリエルが参加している。会長はアティ。2016年現在、最下位と低迷している。イスラエル・ロルダン・ゴンサレス(Israel Roldán González)率いる取締役会がゴルフパーティーを主催するなど独特のPRに力をいれている。パーティーにはスポーツ界と芸術界の有名人が参加し、三食、おみやげがでる。